# Saison 1 de Younger
Chronologie
Saison 2
Cet article présente le guide des épisodes de la première saison de la série télévisée Younger.

## Synopsis
Liza a 40 ans et est mère célibataire récemment divorcée qui cherche un emploi, ce qui s'avère être difficile pour une femme de son âge. Après une remarque d'un jeune homme Josh qui l'avait trouvé jeune, elle décide de se faire rajeunir grâce à du maquillage à l'aide de sa meilleure amie Maggie et se fait passer pour une femme de 20 ans. Dans son nouveau travail, elle devient l'assistante de Diana et la collègue de Kelsey.

## Distribution

### Acteurs principaux
- Sutton Foster (VF : Véronique Desmadryl) : Liza Miller
- Hilary Duff (VF : Julie Turin) : Kelsey Peters
- Miriam Shor (VF : Ivana Coppola) : Diana Trout
- Debi Mazar (VF : Vanina Pradier) : Maggie Amato
- Nico Tortorella (VF : Donald Reignoux) : Josh

### Acteurs récurrents
- Dan Amboyer (VF : Anatole de Bodinat) : Thad Steadman
- Tessa Albertson (VF : Barbara Beretta) : Caitlin Miller
- Molly Bernard (VF : Edwige Lemoine) : Lauren Heller
- Thorbjørn Harr (VF : Jérémy Prévost) : Anton Bjonberg
- Paul Fitzgerald (VF : Guillaume Lebon) : David Taylor
- Peter Hermann (VF : Constantin Pappas) : Charles Brooks
- Jon Gabrus (en) (VF : Alexandre Nguyen) : Gabe
- Jake Choi (VF : Hervé Grull) : Roman

### Invités
- Heidi Armbruster (VF : Anne Massoteau) : Michelle
- Kathy Najimy (VF : Martine Irzenski) : Denise Heller
- Josh Pais (VF : Nicolas Marié) : Todd Heller
- Martha Plimpton (VF : Elisabeth Fargeot) : Cheryl Sussman

## Épisodes

### Épisode 1:Nouveau départ
- États-Unis : 31 mars 2015 sur TV Land
- Canada : 7 avril 2015 sur M3
- France :
  - 18 octobre 2016 sur Téva
  - 21 octobre 2019 sur 6ter

- États-Unis : 504 000 téléspectateurs[1]

- Halley Feiffer : Julie Burke
- Tim Bohn : Tom
- Geneva Carr : Mary Beth Bell
- Olivia Oguma : Ellen Chang
- Nadia Quinn : Lynne

### Épisode 2:Le mardi topless
- États-Unis : 31 mars 2015 sur TV Land
- France :
  - 18 octobre 2016 sur Téva
  - 21 octobre 2019 sur 6ter

- États-Unis : 463 000 téléspectateurs[1]

- Heidi Armbruster : Michelle
- Anthony Delia : Anthony
- Yoriko Haraguchi : Iko
- John Patrick Hayden : Richard
- Gavin Hammon : Laurent
- Anthony Ramos : Julio
- Brit Whittle : Tom

### Épisode 3:En chair et en os
- États-Unis : 7 avril 2015 sur TV Land
- France :
  - 18 octobre 2016 sur Téva
  - 22 octobre 2019 sur 6ter

- États-Unis : 507 000 téléspectateurs[2]

- Yoriko Haraguchi : Iko
- Adam Mucci : Trent
- Marquis Rodriguez : Frederick
- Anthony Ramos : Julio
- Jenna Williams : Daisha

### Épisode 4:Que la fête commence!
- États-Unis : 14 avril 2015 sur TV Land
- France :
  - 18 octobre 2016 sur Téva
  - 22 octobre 2019 sur 6ter

- États-Unis : 344 000 téléspectateurs[3]

### Épisode 5:Ma plus vieille amie
- États-Unis : 21 avril 2015 sur TV Land
- France :
  - 25 octobre 2016 sur Téva
  - 23 octobre 2019 sur 6ter

- États-Unis : 550 000 téléspectateurs[4]

- Kira Sternbach : Jess
- Mdivani Monroe : Phil

### Épisode 6:La garce!
- États-Unis : 28 avril 2015 sur TV Land

Darren Star, Dottie Dartland Zicklin et Eric Zicklin
- France :
  - 25 octobre 2016 sur Téva
  - 23 octobre 2019 sur 6ter

- États-Unis : 647 000 téléspectateurs[5]

- Jane Krakowski : Annabelle Bancroft
- Renée Elise Goldsberry : Courtney Ostin
- Gavin Hammon : Laurent

### Épisode 7:Fauchée et sans-culotte!
- États-Unis : 5 mai 2015 sur TV Land
- France :
  - 25 octobre 2016 sur Téva
  - 24 octobre 2019 sur 6ter

- États-Unis : 531 000 téléspectateurs[6]

- Austin Ku : Rakim
- Christopher Gerson : Gary

### Épisode 8:Quiproquo
- États-Unis : 12 mai 2015 sur TV Land
- France :
  - 25 octobre 2016 sur Téva
  - 24 octobre 2019 sur 6ter

- États-Unis : 616 000 téléspectateurs[7]

- Viveca Paulin : Annika Bjornberg
- Delphina Belle : Nicole Brooks
- Jete Laurence : Bianca Brooks

### Épisode 9:Quand le naturel revient au galop
- États-Unis : 19 mai 2015 sur TV Land
- France :
  - 1er novembre 2016 sur Téva
  - 25 octobre 2019 sur 6ter

- États-Unis : 425 000 téléspectateurs[8]

- Heidi Armbruster : Michelle
- Anastasia Barzee : Claire
- Donna Lynne Champlin : Lori
- Dana Cuomo : Joanna
- Polly Lee : Leslie
- Janelle Velasquez : Jen

### Épisode 10:L'assaut des punaises
- États-Unis : 26 mai 2015 sur TV Land
- France :
  - 1er novembre 2016 sur Téva
  - 25 octobre 2019 sur 6ter

- États-Unis : 589 000 téléspectateurs[9]

- Ana Gasteyer : Meredith Montgomery
- Kathy Najimy : Denise Heller
- Josh Pais : Todd Heller

### Épisode 11:Sexy Mitzvah
- États-Unis : 2 juin 2015 sur TV Land
- France :
  - 1er novembre 2016 sur Téva
  - 28 octobre 2019 sur 6ter

- États-Unis : 657 000 téléspectateurs[10]

- Nadia Dajani : Megyn Vernoff
- Kathy Najimy : Denise Heller
- Josh Pais : Todd Heller
- Sydney James Harcourt : K-Ron
- Allison Paige : Hailey

### Épisode 12:Madame!
- États-Unis : 9 juin 2015 sur TV Land
- France :
  - 1er novembre 2016 sur Téva
  - 28 octobre 2019 sur 6ter

- États-Unis : 645 000 téléspectateurs[11]

- Martha Plimpton : Cheryl Sussman